# Cephaloleia steinhousei
Cephaloleia steinhousei es un coleóptero de la familia Chrysomelidae.
Fue descrita científicamente en 1961 por Uhmann.